# Autostrada A50 (Polen)
Die Autostrada A50 (poln. für ‚Autobahn A50‘) ist eine geplante Autobahn in Polen. Sie stellt die südliche Umgehungsstraße Warschaus dar und soll die bisherige Schnellstraße S2 entlasten. Die Fertigstellung dieser Strecke ist für das Jahr 2027 geplant. Analog zur A50 wird auch die Schnellstraße S50 geplant, die Warschau von Norden umgehen wird und damit auch die Schnellstraße S8 entlasten soll.